# 紅背唇隆頭魚
紅背唇隆頭魚，為輻鰭魚綱鱸形目隆頭魚亞目隆頭魚科的其中一種，分布於澳洲南部至紐西蘭海域，體長可達38公分，棲息在礁石區海域，以甲殼類及軟體動物為食，生活習性不明。

## 擴展閱讀
維基物種上的相關：紅背唇隆頭魚